# María José Peláez Barceló
María José Peláez Barceló (Madrid, España, 11 de abril de 1964) es una periodista española y académica de la Academia de la Televisión. Directora del canal de televisión TDT Déjate de Historias TV, miembro del Consejo de Administración de Radio Televisión Madrid desde 2016 y Presidenta de la Peña Periodística Primera Plana.

## Biografía
María José nació en Madrid el 11 de abril de 1964, estudió en el Colegio Sagrados Corazones (Madrid). Licenciada en Ciencias de la Información por la Universidad Complutense de Madrid.
Tiene dos hijos, Esteban Novillo Peláez y Teresa Novillo Peláez. 

## Trayectoria profesional
En mayo de 2012, esRadio confirmaba el comienzo de su nuevo programa Déjate de Historias, que se emitió cada mañana, de lunes a viernes, entre 12:00 y 13:30, hasta junio de 2017. Además, presentó el programa de tarde de salud en esRadio A Toda Salud.
La Federación de Asociaciones de Radio y Televisión de España hizo oficial a finales del mes de octubre de 2013 la concesión de una Antena de Oro a María José Peláez en la categoría de radio por el programa Déjate de Historias de esRadio
Un año más tarde (2014), la Academia de las Artes y las Ciencias Radiofónicas de España otorgó a María José Peláez y al programa Déjate de Historias de esRadio el premio Teresa de Escoriaza por «promover la igualdad de género».
En mayo de (2016) volvió a recibir un galardón. En este caso, de manos de Lucrecia, recogió el premio Alegría de Vivir por su labor en los medios de comunicación.
El 19 de octubre de 2016 tomó posesión como uno de los nueve miembros del consejo de administración de Radio Televisión Madrid en la Asamblea de Madrid, tras haber sido ratificada por dicha Asamblea por unanimidad unos meses antes como parte de la Federación de Asociaciones de Radio y Televisión.
Desde el inicio de 2018 forma parte de la Academia de Televisión como Académica, fruto de su trayectoria profesional en la televisión, medio en el que presenta programas desde el año 1994.